# 赫魯迪姆卡河

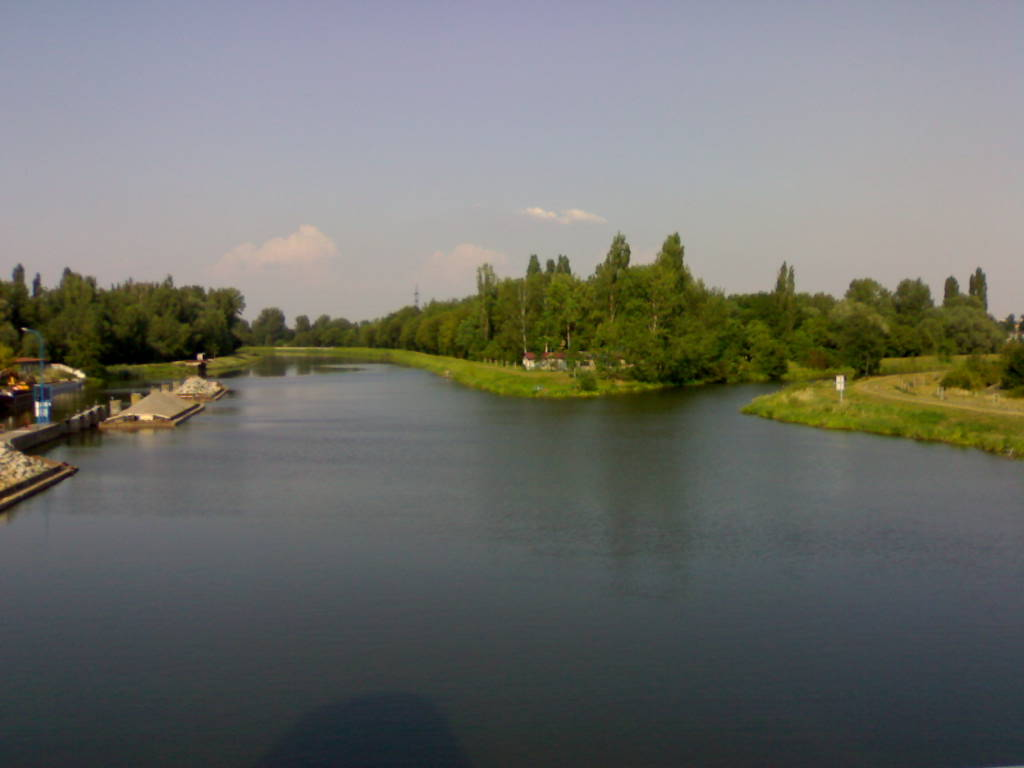

赫魯迪姆卡河是捷克的河流，屬於易北河的左支流，河道全長104.4公里，面積872平方公里，發源自赫林斯科附近，流經帕爾杜比采州，最終在帕爾杜比采注入易北河。
50°03′N 15°47′E / 50.050°N 15.783°E